# Johan Hartman Eberhardt
Johan Hartman Eberhardt, född 1727, död 1796, var en svensk historiker.
Eberhardt prästvigdes 1759, blev lektor i historia och moral vid gymnasiet i Härnösand 1769, sekreterare i Bibelkommissionen 1773 och teologie doktor 1793. Bland Eberhardts skrifter märks Utkast till allmänna historien (4 band, 1766-81), En adelsmans bref til sin vän om presterskapers rätt till tionde af säterierna (1767), Försök till en pragmatisk historia om frälseståndet i Swerige (1769), Utkast till en swensk mynt och financehistoria (1771), samt Grefwe N. L. von Zinzendorfs lefverne.